# Tripoli Sporting Club
Maillots
Actualités
Le Tripoli Sporting Club (arabe : نادي طرابلس الرياضي), plus couramment abrégé en Tripoli SC, est un club libanais de football fondé en 2000 et basé à Tripoli, dans le nord du pays.

## Historique
En 2000, le club de l'Olympic Beyrouth FC est créé dans la capitale (aussi connu sous le nom du Al Majd FC Beyrouth).
C'est lors de la saison 2002-03 que le club connaît l'apogée de sa carrière en réalisant le doublé Coupe-Championnat.
L'Olympic termine à la quatrième place de la saison 2004-05 dans un championnat qui compte onze clubs. Finaliste de La Coupe du Liban 2004-05, l'équipe s'incline face au club de Al Ahed Beyrouth sur le score de 2 buts à 1.
En 2005, le club change de nom et de ville, et quitte la capitale pour déménager à Tripoli et prendre le nom du Tripoli Sporting Club.

## Palmarès
- Championnat du Liban
  - Champion : 2003

- Coupe du Liban
  - Vainqueur : 2003 et 2015
  - Finaliste : 2005 et 2014.